# Arken Zoo
Arken Zoo är en svensk landsomfattande zoobutikkedja med 96 butiker runt om i landet. De specialiserar sig på att sälja husdjur, djurfoder och djurtillbehör.

## Historia
Arken Zoo startade sin verksamhet 1987 som en frivillig fackhandelskedja med åtta butiker. I slutet av 1990-talet beslutade den dåvarande styrelsen att ombilda Arken Zoo till en franchisekedja för att effektivisera verksamheten. Den 1 januari 2000 hade Arken Zoo utvecklats till en renodlad franchisekedja med 24 butiker. Hösten 2006 förvärvades Arken Zoo av aktiebolaget Braganza, som ägs av Per G. Braathen. Samma år valdes Göran Grell in i styrelsen och utsågs senare till styrelseordförande.
I mitten av 2012 hade Arken Zoo 65 butiker.
Vid slutet av 2011 hade Arken Zoo 80 butiker i Sverige och Norge och en plan att till 2015 expandera till 150 butiker i Sverige och 80 i Norge. För detta rekryterades Kent Orrgren som vd. I november 2012 lämnade Orrgren företaget efter att den norska delen av företaget i september samma år försatts i konkurs. I maj 2013 meddelades att Arken Zoo och Djurmagazinet går samman med Djurmagazinets arbetande styrelseordförande Ola Nyberg som vd för det nya bolaget som fick namnet Zoo Support Nordic AB och med en uppskattad omsättning på 800 miljoner kronor. Företagets namn är 2014 Zoo Support Scandinavia AB och vd heter Karl Olav Nyberg.
Våren 2024 hade Arken Zoo omkring 200 butiker i Sverige, Norge och Finland.

## Nomineringar
Arken Zoo nominerades tre år i rad till Årets bästa franchisesystem av Svenska Franchiseföreningen. År 2011 fick de utmärkelsen Årets Franchisesystem.